# フランク・ライルズ
フランク・ライルズ（Frank Liles、1965年2月14日 - ）は、アメリカ合衆国の男性プロボクサー。元WBA世界スーパーミドル級チャンピオン。現在はK-1ファイターの武蔵のトレーナーである。

## 来歴

### プロボクシング
- 1988年8月18日、プロデビュー。
- 1994年8月12日、スティーブ・リトルを12R判定で下しWBA世界スーパーミドル級王座を獲得し、その後7度の防衛に成功。
- 1999年6月12日、バイロン・ミッチェルに11RTKO負けで王座陥落。

### K-1（トレーナー）
- 2003年から武蔵のトレーナーを務める。
- 2007年8月5日、K-1 ASIA GP1回戦で失神したパク・ヨンスに、さらに追い討ちをかけようとした武蔵の頬を張って抑えた。

## 獲得タイトル

### アマチュアボクシング
- 1985年ナショナル・ゴールデン・グローブウェルター級銅メダル
- 1986年ナショナル・ゴールデン・グローブウェルター級金メダル
- 1987年Runner-upアメリカアマチュアボクシング選手権ウェルター級金メダル
- 1987年パンアメリカン競技大会ライトミドル級銅メダル
- 1987年アメリカアマチュアボクシング選手権ライトミドル級金メダル

### プロボクシング
- NABF北米スーパーミドル級王座
- WBA世界スーパーミドル級王座（防衛7度）